# Lam Akol
Lam Akol (ur. 15 lipca 1950 w Athidhwoi, Nil Górny) – południowosudański polityk kenijskiego pochodzenia. Jest liderem ugrupowania Ludowego Ruchu Wyzwolenia Sudan dla Demokratycznych Zmian (SPLM for Democratic Change) założonej 9 czerwca 2009. Dawniej zajmował stanowisko dowódcy wysokiej rangi w Ludowej Armii Wyzwolenia Sudanu (SPLA) a następnie pełnił obowiązki ministra spraw zagranicznych Sudanu od września 2005 do października 2007, kiedy rząd w Chartumie zgodził się przekazać SPLA kilka kluczowych stanowisk ministerialnych w ramach porozumienia pokojowego zawartego 9 stycznia 2005 w Nairobi. 
Ukończył studia na Uniwersytecie Londyńskim. Wykładał inżynierię chemiczną na Uniwersytecie Chartumskim. Lam Akol dołączył do SPLA w 1986. W 1991 wraz z Riekem Macharem i Gordonem Kongiem zerwał współpracę z SPLA, aby stworzyć odłam SPLA-Nasir. W 1995 został wycofany przez Rieka za współpracę z rządem. Następnie podpisał Porozumienie Chartumskie z 1997 i został nominowany na stanowisko ministra transportu, na którym zasiadał przez pięć lat. W 2002 Akol zrezygnował z zasiadania w Kongresie Narodowym i stał się członkiem nowo utworzonej opozycyjnej Partii Sprawiedliwości. Powrócił w październiku 2003 do SPLA.
17 października 2007 prezydent Umar al-Baszir nominował na stanowisko ministra spraw zagranicznych zajmowane przez Akola Denga Alora. Akol objął stanowisko ministra spraw rządowych.